# ماكلارين 650 أس
ماكلارين 650 أس هي سيارة سوبركار من شركة مكلارن اوتوموتيف. تمصم السيارة مستوحى من نموذج سيارة أم أس أو، وقد أشرف على تنفيذه فرانك ستيفنس، مدير التصميم في مكلارن اوتوموتيف. السيارة متوفرة بفئتين الكوبيه والسبايدر المكشوفة لكنهما متشابهتان إلى حد كبير من حيث التجهيزات الميكانيكية وتقريبا الفارق الوحيد بينهما هو السقف الثابت في الفئة كوبيه والقابل للنزع في فئة سبايدر. بلغ طول السيارة 458 سم وعرضها 194 سم ولا يتعدى ارتفاعها عن الأرض سوى 118 سم، بينما يبلغ طول قاعدة العجلات 267 سم. مقصورة هذه السيارة هي رياضية ومشغولة يدويا. تستفيد ماكلارين 650 أس من محرك من 8 إسطوانات بشكل حرف في بسعة 3,8 ليترات مع شاحني هواء توربو (توين توربو)، بطاقة قصوى تبلغ 641 حصاناً وتنقل هذه القوة إلى العجلات الأربعة ضمن نظام دفع متكامل لتوزيع الطاقة على العجلات عبر علبة تروس أوتوماتيكية من 7 نسب أمامية.
تنطلق السيارة من السكون لسرعة 100 كلم بالساعة خلال 3 ثواني فقط وتبلغ سرعتها القصوى 333 كلم بالساعة كما يبلغ وزنها 1330 كلغ فقط. عدل إستهلاك الوقود هو 11.6 لتر لكل 100 كلم كما يترافق نظام الكبح العادي مع نظام كبح هوائي. توفر السيارة عدة وضعيات لسائق وهي وضعية سبور مخصصة للقيادة الرياضية على الطرقات العامة أما نظام تراك مخصص لحلبات السباق، والأخيرة هي وضعية نورمال للقيادة العادية الهادئة.